# Bahnstrecke Balyktschy–Kara-Ketsche
| Fertiggestelltes Gleis bei Balyktschy (2023)                                                                      |                          |                       |                       |
| Streckenlänge: | 186 km                   |                       |                       |
| Spurweite: | 1520 mm (Russische Spur) |                       |                       |
| |                          |                       |                       |
| \| \| \| Balyktschy \| \| \| \| nach Bischkek \| \| \| \| Kotschkor (in Bau) \| \| \| \| Kara-Ketsche (in Bau) \| |                          |                       |                       |
| Kopfbahnhof Streckenanfang                                                                                        |                          | Balyktschy            | Balyktschy            |
| Abzweig ehemals geradeaus und nach rechts                                                                         |                          | nach Bischkek         | nach Bischkek         |
| Bahnhof (Strecke außer Betrieb)                                                                                   |                          | Kotschkor (in Bau)    | Kotschkor (in Bau)    |
| Kopfbahnhof Streckenende (Strecke außer Betrieb)                                                                  |                          | Kara-Ketsche (in Bau) | Kara-Ketsche (in Bau) |

Die Bahnstrecke Balyktschy–Kara-Ketsche ist eine im Bau befindliche Eisenbahnstrecke in Kirgisistan.
Sie soll die Stadt Balyktschy, die über die Bahnstrecke Bischkek–Balyktschy bereits an das kirgisische Eisenbahnnetz angeschlossen ist, mit Kohlelagerstätten bei Kara-Ketsche im Oblus Naryn verbinden. Der Bau begann 2022 mit geplantem Abschluss des Projekts bis 2030.
Die Bahnstrecke wird in russischer Breitspur (1520 mm) errichtet. Sie ist, wie auch das restliche Eisenbahnnetz Kirgisistans, eingleisig und nicht elektrifiziert.

## Geschichte
Um die nördliche Bahnstrecke Lugowoi–Bischkek-Balyktschy – und damit die Hauptstadt – per Bahn an den südlichen Landesteil anzuschließen, ist seit den 1990er-Jahren eine mehr als 350 Kilometer lange Eisenbahnstrecke zwischen Balyktschy und Dschalal-Abad geplant. Sie erschlösse auch reiche Kohlelagerstätten bei Kara-Ketsche im Oblus Naryn. Konkrete Planungen schienen bis 2022 aber nicht vorzuliegen. Verfolgt wird aktuell nur der Teil bis Kara-Ketsche. Am 1. August 1994 erließ Askar Akajew ein Dekret zum Bau eines Teils Eisenbahnstrecke von Balyktschy über Kotschkor nach Kara-Ketsche, wo ein Anschluss an eine weitere geplante Trasse von Andischan nach Kaschgar, China, bestünde. Der Plan zum Bau dieser Bahnstrecke wurde jedoch 1998 durch ein weiteres Dekret annulliert. Am 31. März 2022 begann der Bau der 1. Phase der Eisenbahnstrecke bis nach Kotschkor, bis Ende des Jahres wurden 5 Kilometer fertiggestellt. Bis Ende 2023[veraltet] sollen 30 % (15 km) der Bauarbeiten an der 63 km langen ersten Phase Balyktschy-Kotschkor abgeschlossen sein. Das langsame Voranschreiten lässt sich auch damit erklären, dass die Staatsbahn Kyrgys Temir Dscholu die Strecke aus eigenen Mitteln finanziert, allerdings unterstützen ein chinesisches und ein russisches Unternehmen den Bau. Die Arbeiten an der gesamten Strecke sollen bis 2030 abgeschlossen sein. Die Strecke dient primär der Nutzung für den Transport von Kohle aus dem Endpunkt an der Kohlelagerstätte Kara-Ketsche und soll mit der geplanten Bahnstrecke Kaschgar–Andijon verbunden werden.